# Евърард Им Търн
Евърард Фердинанд Им Търн (на английски: Everard Ferdinand im Thurn) е английски ботаник, етнограф, изследовател на Гвиана, политик.

## Ранни години (1852 – 1883)
Роден е на 9 май 1852 година в Лондон, Англия, в семейството на швейцарски емигрант – банкер. Завършва образованието си в университетите в Оксфорд, Единбург и Сидни, Австралия. След това заминава за Британска Гвиана, където е назначен за куратор в природонаучния музей в Джорджтаун и заема този пост от 1877 до 1882 г. През този период провежда етнографски и ботанически изследвания по долините на реките Мазаруни и Куюни (около 600 км) от басейна на река Есекибо, протичаща през страната.

## Експедиционна и научноизследователска дейност (1884 – 1890)
През декември 1884 г. ръководи първата успешна експедиция за изкачването на връх Рорайма (2771 м) и като запален фотограф прави първите забележителни снимки на тези неизследвани райони. Пътешествието си описва в публикуваната през 1887 г. книга: „The Botany of Roraima Expedition of 1884: being notes on the plants observed; with a list of the species collected, and determinations of those that are new“ (Linnean Society, 1887).
През 1889 г. излиза нова негова книга, посветена на проведените от него етнографски изследвания на индианските племена в Британска Гвиана под заглавието: „Amond the Indians of Guiana“, (London, 1889), която се ползва от специалистите-етнографи, занимаващи се с етнографията на индианците в Гвиана.

## Политическа кариера (1891 – 1910)
След приключване на научноизследователската си дейност Им Търн се насочва към политическа кариера. От 1891 до 1899 г. участва в колониалното правителство на Британска Гвиана, а от 1899 до 1901 е първи секретар на същото правителство. През юли 1901 г. се премества в Цейлон (Шри Ланка), където е назначен за губернатор. Завършва политическата си кариера като губернатор на Фиджи от 1904 до 1910 г.

## Следващи години (1912 – 1932)
През 1919 – 1920 г. е избран за президент на Кралския институт за антропологични изследвания и е обявен за почетен сътрудник на Оксфордския университет.
През 1921 г. се премества да живее в Източен Лоудиън, където умира на 9 октомври 1932 година на 80-годишна възраст.